# Gudang Garam

Logo von Gudang Garam

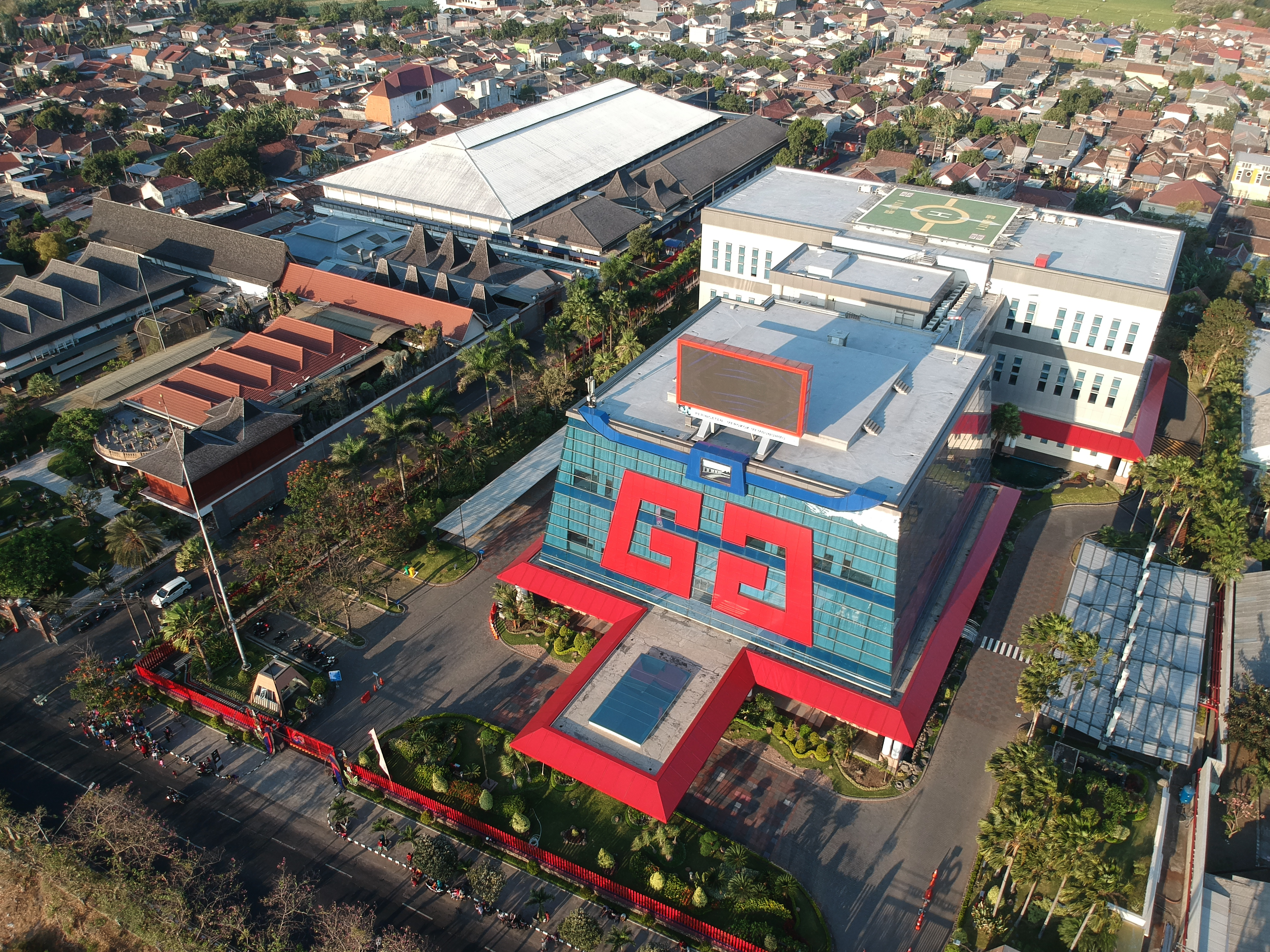
Hauptquartier von Gudang Garam in Kediri

Gudang Garam („Salzlagerhaus“) ist eine indonesische Nelkenzigaretten-Marke (Kretek).

## Geschichte
Der Kretek-Hersteller Gudang Garam wurde am 26. Juni 1958 von Tjoa Ing Hwie (1923–1985) gegründet. Der gebürtige Chinese wanderte im Alter von vier Jahren mit seiner Familie nach Indonesien aus, wo er später den Namen Surya Wonowidjojo annahm.
Mit Ende 20 wurde Wonowidjojo von seinem Onkel eine Stelle in der Kretek-Fabrik Cap 93 angeboten. Einst galt Cap 93 als eine der bekanntesten Zigarettenmarken in Jawa Timur (Ost-Jawa). Dort schaffte er rasch den Aufstieg in die Unternehmensführung. Mit dem Ziel, ein eigenes Unternehmen zu gründen, verließ Wonowidjojo 1956 Cap 93, zusammen mit 50 Mitarbeitern. Nachdem er Rohstoffe und Land in Kediri erworben hatte, produzierte Wonowidjojo seine eigenen Nelkenzigaretten unter dem Namen Inghwie. Zwei Jahre später erfolgte eine Umbenennung des Unternehmens in Pabrik Rokok Tjap Gudang Garam („Zigarettenfabrik Marke Gudang Garam“).
Der Betrieb wuchs rasch. 1958 beschäftigte Gudang Garam rund 500 Angestellte und produzierte jährlich mehr als 50 Millionen Kreteks. Bereits acht Jahre später waren es mehr als 472 Millionen und 1969 über 864 Millionen. Somit galt Gudang Garam früh als größter Produzent von Nelkenzigaretten Indonesiens. 2001 betrug die Menge der hergestellten Zigaretten mehr als 70 Milliarden. Heute beschäftigt das Unternehmen mehr als 40.000 Angestellte. Während filterlose Kreteks bis heute per Hand gedreht werden, begann ab 1979 die maschinelle Produktion von Filterzigaretten, überwiegend für den ausländischen Markt.
Seit 1984 führte das Unternehmen Wonowidjojos Sohn Rachman Halim (gebürtig Tjoa To Hing, 1947–2008), der bis zu seinem Tod als reichster Indonesier galt. Nach dessen Tod übernahm sein Bruder Susilo Wonowidjojo die Leitung des Unternehmens.
Die Wirtschaftskrise 1998 in Asien setzte auch Gudang Garam zu. Obwohl das Unternehmen dadurch hohe Marktanteile verlor, gilt Gudang Garam nach wie vor als eine der populärsten Nelkenzigarettenmarken der Welt. Besonders in Europa erfreuten sich deren Kreteks steigender Beliebtheit. Aufgrund der strengen EG-Richtlinien im Bezug auf Höchstwerte bei Zigaretten wurden speziell für den westlichen Markt angefertigte Produkte hergestellt, welche diese Werte einhalten.
Das Unternehmen zählte in den 2000er Jahren zu den drei größten Zigarettenherstellern Indonesiens (35 % Marktanteil, dort machten 2005 Nelkenzigaretten 92 % Marktanteil aus), und zu den zehn größten weltweit.
Nach der neuen EU-Tabakrichtlinie (TPD2) ist der Verkauf von Gudang Garam seit dem 20. Mai 2016 in Deutschland verboten. Als Grund wurde angeführt, dass diese Nelkenzigaretten durch ihren süßen Geschmack eher zum Rauchen verleiten würden. Bei Mentholzigaretten trat dieses Verbot am 20. Mai 2020 in Kraft.